# Vaux-Villaine
Vaux-Villaine è un comune francese di 183 abitanti situato nel dipartimento delle Ardenne nella regione del Grand Est.

## Società

### Evoluzione demografica
Abitanti censiti